# Otr
Otr (Ótr, Ott, Oter, Ottar, Ottarr, Otter) – w mitologii nordyckiej jeden z krasnoludów. Syn Hreidmara oraz brat Fafnira, Regina, Lyngheida i Lonfnheida.